# Joy Paul Guilford
Joy Paul Guilford (Marquette, 7 maart 1897 – Los Angeles, 26 november 1987) was een Amerikaans psycholoog die bekend is geworden door zijn psychometrisch onderzoek naar menselijke intelligentie.

## Algemeen
Voortbouwend op de ideeën van Thurstone ontwierp Guilford een eigen intelligentietheorie. Deze week af van de door Spearman en Binet ontwikkelde visie van intelligentie als een unitaire eigenschap of ‘G-factor’, die in een enkele index (het IQ) kon worden vastgelegd.  Zijn theorie wordt ook wel SI (Structure of Intellect) theorie genoemd. Volgens  deze theorie zijn er drie dimensies nodig om intelligentie te beschrijven, namelijk Verrichtingen, Inhoud en Product. Deze kunnen in een kubusmodel worden vastgelegd (zie figuur). Het model gaat kortweg uit van het volgende idee: het verstand bestaat uit verstandelijke verrichtingen die worden uitgevoerd op bepaald materiaal (inhoud), wat weer leidt tot een bepaald resultaat (product).  Er bestaan vijf soorten verrichtingen (cognitie, geheugen, divergente productie, convergente productie en evaluatie), 5 soorten inhouden (visueel, auditief, symbolisch, semantisch en gedragsmatig) en 6 soorten producten (eenheden, klassen, relaties, systemen, transformaties en implicaties). Omdat de drie dimensies onafhankelijk zijn, resulteert dit in 150 (5x5x6)  theoretisch mogelijke intelligentiecomponenten. Guilford ontwikkelde een hele reeks psychometrische subtests voor elk van de specifieke componenten die in zijn theorie konden worden onderscheiden. Met behulp van een statistische techniek, de factoranalyse stelde hij vast door welke dimensie een  test of subtest het best kon worden verklaard. Een belangrijke stimulans voor het ontwikkelen van de SI theorie was Guilfords belangstelling voor menselijke creativiteit. Men name de test voor divergente productie doet een beroep op het creatieve aspect van intelligentie.

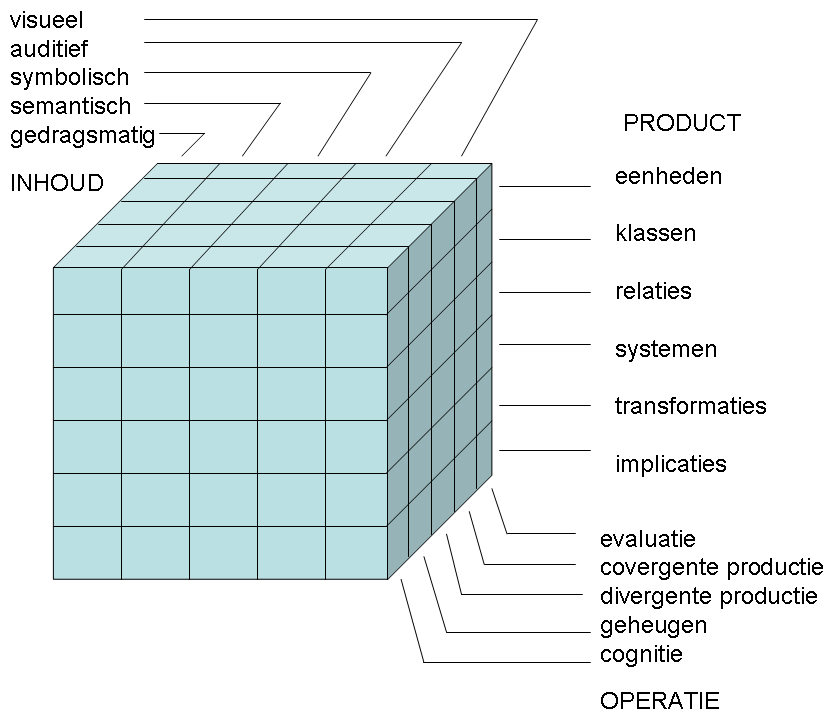
De kubus van Guilford met drie dimensies: Inhoud, Product en Verrichting

## Korte beschrijving
- Verrichting

Cognitie: het begrijpen, ontdekken of doorhebben van een probleem.
Geheugen: vermogen tot vasthouden en terugroepen van informatie.
Divergente  productie: het kunnen bedenken van meerdere oplossingen voor hetzelfde probleem. 
Convergerende productie: het kunnen bedenken van de juiste oplossing voor een probleem.
Evaluatie: kunnen bepalen of een antwoord c.q. oplossing correct of consistent is
- Inhoud

Figuren: alles wat non-verbaal is of als ruimtelijke vorm kan worden afgebeeld (later werd hier nog een onderscheid tussen visuele en auditieve modaliteit gemaakt). 
Semantisch: verbaal denken en communiceren.
Symbolisch: informatie in de vorm van bepaalde codes of tekens, zoals letters en cijfers.
Gedragsmatig: alle gedragsmatig-psychologische kenmerken.
- Product

Eenheid: een enkel onderdeel of gegeven.
Klasse: een verzameling gegevens die een bepaald kenmerk of attribuut gemeen hebben.
Relatie: het verband tussen gegevens of variabelen.
Systeem: de organisatie van onderdelen binnen een geheel.
Transformatie: de verandering van kenmerken; bijvoorbeeld de volgorde van letters veranderen. 
Implicatie: een verwachting of voorspelling.

## Toepassing
SI was niet alleen een theorie van het menselijk intellect. De belangrijkste toepassingsgebieden waren naast onderwijsresearch, personeelsselectie en beroepskeuze.

## Voorbeelden
Hieronder volgen enkele voorbeelden van tests die verschillen in termen van verrichtingen, inhoud en product:
- EMU (Evaluatie van semantische units): een test waarbij men bepaalde begrippen moet beoordelen. Zoals: Welk van de volgende objecten voldoet het best aan de criteria hard en rond: een ijzeren staaf, knoop, tennisbal of lamp(peer)?
- DMU (Divergente productie van semantische units): Noem binnen  een bepaalde periode alle voorwerpen die  voldoen aan de  criteria hard en rond.
- DSU (Divergente productie van symbolische units): Noem alle voorwerpen die eindigen op ‘eid’.
- DMR (Divergente productie van semantische  relaties): Welk woordje ontbreekt in de zin:  De mist is zo… als een spons (dik, zwaar, vochtig)